# Район Нака (Йокогама)
35°26′40″ пн. ш. 139°38′36″ сх. д. / 35.44444° пн. ш. 139.64333° сх. д.
Райо́н На́ка (яп. 中区, なかく, МФА: [naka ku̥], «Центральний район») — район міста Йокогама префектури Канаґава в Японії. Станом на 1 квітня 2009 площа району становила 20,86 км². Станом на 1 липня 2011 населення району становило 146 075 осіб.

## Культура
В районі розташований Історичний архів Йокогами, присвячений історії відносин між Японією і зовнішнім світом. 

## Освіта
- Токійський університет мистецтв (додатковий кампус)